# Народност (1867 – 1869)
Вижте пояснителната страница за други значения на Народност.
„Народност“ е вестник на българската революционна емиграция в Букурещ.
Вестник „Народност“ е оформен като обществено-политически вестник. Орган на Тайния централен български комитет. По-късно е свободна трибуна на либералната и демократическа емиграция и орган на Българско общество. Излиза веднъж седмично.
Публикува народни дела и новини от българските места, новини от чужбина, материали за търговия и занаяти, както и исторически статии.
Мото на вестника е „Правдата е основата на царщината. Само праведното удовлетворение на народностите ще заздрави всеобщий мир“.